# Apristurus riveri
Apristurus riveri és un peix de la família dels esciliorrínids i de l'ordre dels carcariniformes.

## Morfologia
Els mascles poden arribar als 46 cm de longitud total i les femelles als 41.

## Reproducció
És ovípar.

## Distribució geogràfica
Es troba a les costes de Colòmbia, Cuba, República Dominicana, Hondures, Mèxic, Panamà, Estats Units (Alabama, Florida i Mississipi) i Veneçuela.